# Леопольд Інфельд
Леопольд Інфельд (пол. Leopold Infeld; 20 липня 1898, м. Краків, Польща — 15 січня 1968, м. Варшава, Польща) — польський фізик. Член Польської академії наук.

## Біографія
Закінчив торгову школу. Навчався в Ягеллонському університеті під керівництва В. Натансона. У 1920 році в Берліні відвідував лекції Макса Планка, познайомився з Альбертом Ейнштейном, згодом листувався з ним. У Берліні в 1921 року захистив докторську дисертацію.
З 1921 по 1929 викладав у гімназіях Польщі. У 1929 році отримав посаду асистента у Львівському університеті на кафедрі теоретичної фізики, згодом посаду доцента. У 1932 був у відрядженні в Лейпцигу. У 1933—1934 роках працював з Максом Борном у Кембриджі, у 1936 році отримав стипендію в Інституті перспективних досліджень у Прінстон, залишив Львів і до 1938 року працював з А.Ейнштейном у Принстоні.
З 1938 по 1950 рік працював професором Торонтського університету. У 1950 році повернувся до Польщі. Працював у Варшавському університеті професором, завідувачем кафедри теоретичної фізики. Заснував та очолив Інститут теоретичної фізики Польської академії наук. З 1952 року член Польської академії наук.
Один з 11-ти всесвітньовідомих вчених, які виступили 20 квітня 1955 року з маніфестом, у якому закликали людство відмовитися від використання ядерних технологій у військових цілях. Це звернення привело до створення Пагвоського руху учених

## Науковий доробок
Леопольд Інфельд є співавтором нелінійної електродинаміки Борна — Інфельда і теорії рівнянь руху важких частинок у загальній теорії відносності Ейнштейна — Інфельда — Гоффмана.
З 1932 року розпочав дослідження зі спінорного аналізу в ріманових просторах, цей метод разом із Б. Л. ван де Ваарденом використав для опису впливу гравітації на частинки зі спіном.
У Торонтському університету разом зі своїми учнями виконав низку досліджень з релятивістської космології, серед яких є новий підхід до релятивістської космології на основі подібності розповсюдження світла в космологічних моделях і плоскому просторі.

## Праці
- The gravitational equations and the problem of motion (Annals of Mathematics. 1938, Vol. 39; with co-auth.);
- Эволюция физики. 2-е изд. (М., 1956; соавт. А. Айнштайн);
- Moje wspomnienia o Einsteinie (Warszawa, 1956);
- Wybrancy bogow. Powiesc o zyciu Ewarysta Galois (Warszawa, 1998);
- Инфельд, Леопольд. Эварист Галуа: историческая литература. Вып. 14 / Л. Инфельд ; пер. с англ М Кан. — М. : Мол. гвардия, 1958. — 366 с. — (Жизнь замечательных людей.)